# Git Key
Git Key, född 7 maj 1967, var en svensk varmblodig travhäst. Under tävlingskarriären ägdes hon av bröderna Bror och Gunnar Marcusson.
Efter tävlingskarriären var hon verksam som avelssto, och fick 10 st avkommor. Den mest vinstrika avkomman är hingsten Zoot Rags, som sprang in ca 800 000 kr under sin tävlingskarriär.

## Stamtavla
| Efter Rodney Key 1960 | Rodney 1944       | Spencer Scott         | Scotland        |
| Efter Rodney Key 1960 | Rodney 1944       | Spencer Scott         | May Spencer     |
| Efter Rodney Key 1960 | Rodney 1944       | Earls Princess Martha | Protector       |
| Efter Rodney Key 1960 | Rodney 1944       | Earls Princess Martha | Mignon          |
| Efter Rodney Key 1960 | Katie Key 1947    | Long Key              | Peter Volo      |
| Efter Rodney Key 1960 | Katie Key 1947    | Long Key              | Iosola's Worthy |
| Efter Rodney Key 1960 | Katie Key 1947    | Beulah Gayle          | Gayle the Great |
| Efter Rodney Key 1960 | Katie Key 1947    | Beulah Gayle          | Beulah Maxey    |
| Undan Irana 1959      | Iran Scott 1943   | Sir Walter Scott      | Peter Scott     |
| Undan Irana 1959      | Iran Scott 1943   | Sir Walter Scott      | Pearl Benboe    |
| Undan Irana 1959      | Iran Scott 1943   | Arola                 | Bulwark         |
| Undan Irana 1959      | Iran Scott 1943   | Arola                 | Reichsmark      |
| Undan Irana 1959      | Charlie Maid 1949 | Charlie Mills         | The Laurel Hall |
| Undan Irana 1959      | Charlie Maid 1949 | Charlie Mills         | Blitzie         |
| Undan Irana 1959      | Charlie Maid 1949 | Mevrouw               | Truxton         |
| Undan Irana 1959      | Charlie Maid 1949 | Mevrouw               | Marge the Great |